# We'll Meet Again (film)
We'll Meet Again är en brittisk musikalfilm från 1943 i regi av Philip Brandon, med  Vera Lynn i huvudrollen. Handlingen är löst baserad på Lynns liv som populär artist under andra världskriget, allmänt känd som "the Forces' Sweetheart" i Storbritannien.

## Rollista (urval)
- Vera Lynn - Peggy Brown
- Geraldo - Gerry
- Patricia Roc - Ruth
- Ronald Ward - Frank
- Donald Gray - Bruce McIntosh
- Frederick Leister - Mr. Hatropp
- Betty Jardine - Miss Bohne
- Brefni O'Rorke - Doktor Drake
- Marian Spencer - Mrs. Crump
- Lesley Osmond - Sally
- Aubrey Mallalieu - vakt vid sceningången

## Musik i filmen
- Be Like the Kettle and Sing, text och musik: Tommie Connor, Desmond O'Connor och Walter Ridley, sjungs av: Vera Lynn
- I'm Yours Sincerely, text och musik: Walter Ridley och Desmond O'Connor, sjungs av: Vera Lynn
- After the Rain, musik: Bert Reisfeld, text: Jack Popplewell, sjungs av: Vera Lynn
- Ave Maria, sjungs av: Vera Lynn
- All the World Sings a Lullaby, text och musik: Harry Parr Davies, Barbara Gordon och Basil Thomas, sjungs av: Vera Lynn
- We'll Meet Again, text och musik: Ross Parker och Hugh Charles, sjungs av: Vera Lynn